# Gornje Snagovo
Gornje Snagovo (en serbe cyrillique : Горње Снагово) est un village de Bosnie-Herzégovine. Il est situé dans la municipalité de Zvornik et dans la république serbe de Bosnie. Selon les premiers résultats du recensement bosnien de 2013, il compte 975 habitants.
Le village est également connu sous le nom de Gornje Snagovo.

## Démographie

### Évolution historique de la population dans la localité
| 1948 | 1953 | 1961 | 1971 | 1981 | 1991   | 2013 |
| ---- | ---- | ---- | ---- | ---- | ------ | ---- |
| -    | -    | 791  | 923  | 767  | 1 238, | 975  |

|  |